# ألبرتو لوبيز
ألبرتو لوبيز (بالإسبانية: Alberto López Fernández) (20 مايو 1969 إرون إسبانيا - ) هو لاعب كرة قدم إسباني يلعب كحارس مرمى.